# 치토스

치토스 로고

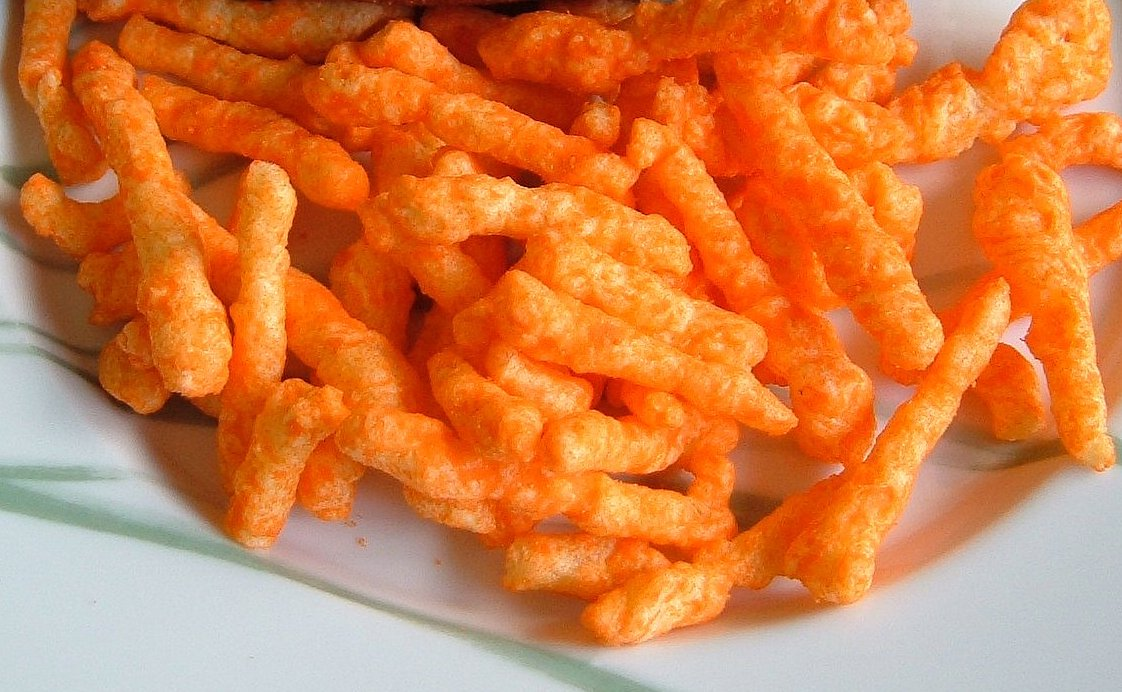
크런치 치토스

치토스(영어: Cheetos)는 1948년 출시된 프리토레이에서 만든 스낵 과자류이다.
대한민국에서는 1988년 오리온과 프리토레이가 합작한 오리온프리토레이에서 처음으로 선보인 뒤, 2004년 오리온이 프리토레이와 결별하면서 단종되었다가 2006년부터 현재까지 롯데웰푸드에서 생산 및 판매하고 있다.

## 캐릭터
치토스 과자에 그려져 있는 치토스의 캐릭터이자 마스코트의 이름은 체스터 치타(Chester Cheetah)이다.

## 종류
대한민국 판매 제품 기준
- 매콤한 맛(치토스 매콤한 맛)
- 바베큐 맛(치토스 바베큐 맛)
- 핫소스 맛(미니 치토스 핫소스 맛)
- 불고기 맛(미니 치토스 불고기 맛)
- 스위트칠리 맛(치토스 회오리)
- 구운양파 맛(치토스 볼)
- 치토스 치즈 맛(케이팝 치토스 치즈 맛)
- 콜라 맛(치토스 별난 콜라 맛)
- 초콜릿 맛(치토스 별난 초코 맛)
- 닭강정 맛(치토스 별난 닭강정 맛)
- 볶음 짜장 맛(치토스 볶음 짜장 맛)
- 치토스 바이크
- 쉬림프 치즈(치토스 쉬림프 치즈 맛)
- 허니 치즈(치토스 허니 치즈 맛)

오리온 치토스 당시 판매 제품
- 화이트치토스
- 체스터쿵

부속 완구
- 레이싱 체스터
- 핑거보드 체스터
- 따조 (미니조립 체스터)
- 딱지

## 같이 보기
- 투니스 (과자)
- 롯데제과
- 롯데푸드
- 오리온